# System of a Down
A System of a Down (röviden SOAD, illetve System) amerikai alternatív rockegyüttes 1994-ben alakult a Los Angeles közelében fekvő Glendale városában. Az együttes jelenlegei tagjai Serj Tankian, Daron Malakian, Shavo Odadjian és John Dolmayan. Mindnyájan örmény származásúak, szókimondó dalszövegeikről ismertek, például az 1915-ös örmény népirtás vagy a terrorizmus ellen folytatott harc kapcsán.
Az együttesnek eddig öt albuma jelent meg, amelyekkel az eladások terén jelentős sikereket értek el, három stúdióalbumuk is a Billboard 200-as listájának élén debütált. Ez idáig négyszer jelölték őket Grammy-díjra, melyből egyet meg is nyertek a 2006-os díjátadón a Best Hard Rock Performance kategóriában a B.Y.O.B. című számukért. 2006. augusztus 13-án egy hosszabb szünet kezdődött az együttes életében, majd 2010. november 29-én bejelentették, hogy újraegyesülnek és számos európai fellépést terveznek 2011 során, majd turnéjukat Észak- és Dél-Amerikában, 2012-ben pedig Ausztráliában folytatták.
A zenekar eddig egyszer lépett fel Magyarországon: a Slayer előzenekaraként a Petőfi Csarnokban, 1998. október 27-én. 2020. június 17-én újra koncerteztek volna Magyarországon, a Papp László Budapest Sportarénában, de a Covid19-pandémia miatt az eseményt lefújták.
Magyarországon az első számú tribute zenekaruk egy lány trió, Anett&Livi Acoustic feat. Radó Éden. A tribute banda egyedi hangszereléssel, akusztikus formában játssza a System of a Down dalait, 2022 óta országszerte koncerteznek.  

## Történet

### Előzmények (1992–1994)
Serj Tankian, Daron Malakian és Shavo Odadjian is a Rose and Alex Pilibos örmény iskolába járt, ám a köztük lévő korkülönbség miatt (Tankian 1967-ben született, míg Malakian 1975-ben, Odadjian pedig 1974-ben) csak 1992-ben találkoztak, amikor ugyanabban a stúdióban dolgoztak saját projektjeiken. Nem sokkal később megalakult a Soil, Tankian, Malakian, Dave Hakopyan és Domingo "Dingo" Laranio részvételével. Ezek után felkeresték Shavo Odadjiant, hogy vállalja el a zenekar menedzselését, ám ő végül gitárosként csatlakozott az együtteshez. Három év elteltével csupán egy élő fellépésen voltak túl és csak egy jam session felvételt tudtak felmutatni, így Hakopyan és Laranio távozott az együttesből, mert úgy érezték, az együttes vakvágányra futott.

### Demófelvételek és a lemezszerződés (1994–1997)
A Soil felbomlása után Tankian, Odadjian és Malakian megalakították a System of a Down nevű formációt. Ezt a nevet Malakian egy verse, a "Victims of a Down" ihlette, Odadjian javaslatára pedig a "victims" helyére a "system" került, mert úgy vélte, ez több ember tetszését nyerné el, valamint így közelebb kerülhettek volna névsorrendben példaképükhöz, a Slayer együtteshez. Odadjian átvette a basszusgitáros posztját, menedzseri teendőit pedig a Velvet Hammer Music and Management Group alapítójára, David “Beno” Benvenistére bízta. Ekkor csatlakozott hozzájuk dobosként Ontronik "Andy" Khachaturian, Malakian és Odadjian régi barátja, aki Malakiannal a Snowblind nevű együttesben is zenélt.
Rövid idő alatt elkészítettek egy demót, ami Untitled 1995 Demo Tape néven ismert, de ez kereskedelmi forgalomba nem került, viszont miután az együttes 2001-es Toxicity című albuma sikeres lett, a fájlmegosztó oldalakon felbukkantak ezek a felvételek. A Demo Tape 2 1996-ban jelent meg, 1997-ben pedig rögzítették utolsó hivatalosan megjelenő demójukat, ami a Demo Tape 3 nevet kapta. 1997 nyarán Khachaturian keze megsérült és emiatt távozott a zenekarból, majd Art Karamian és David Hakopyan (a Soil korábbi basszusgitárosa) részvételével létrehozta a The Apex Theory együttest. (Ezt később a Mt. Helium névre cserélték.) Khachaturian posztját John Dolmayan vette át.
A System of a Down első, stúdiókörülmények között rögzített száma a Hye Enk ("Örmények vagyunk"), aminek témája az örmény népirtás volt. Még ebben az évben több neves hollywoodi klubban felléptek, mint a Whisky-A-Go-Go vagy a Viper Room, ami az ismert producer, Rick Rubin figyelmét is felkeltette. A nagy érdeklődésre való tekintettel az év vége felé hozzáláttak a Demo Tape 4 rögzítéséhez. A korábbi demókkal ellentétben ez csakis a lemezkiadók számára készült. (Később azonban ez is kiszivárgott az internetre.) Végül Rubin cégéhez, az American/Columbia Records kiadóhoz szerződtek és megkezdték a debütáló albumuk munkálatait.

### System of a Down(1998–2000)
Első stúdióalbumuk 1998 júniusában jelent meg System of a Down címmel, mellyel mérsékelt sikereket értek el, ám az albumról megjelenő kislemezek, a Sugar és a Spiders számos alkalommal volt hallható az egyes rádióadókban, a hozzájuk készült videóklipet pedig az MTV is gyakran leadta. Az album megjelenése után számos alkalommal léptek fel, többek között a Slayer és a Metallica előzenekaraként, majd az Ozzfest második színpadán léphettek fel. Ezt követően a Fear Factory és az Incubus zenekarokkal turnéztak, majd 2000-ben a SnoCore Tour koncertsorozat keretein belül a Puya, a Mr. Bungle, a The Cat és az Incubus együttesekkel léptek fel. Az 1998 novemberében megjelenő Chef Aid: The South Park Album "Will They Die 4 You" című számához készítettek zenei aláfestést, az abban szereplő "Why must we kill our own kind?" sor pedig a Steal This Album! "Boom!" című dalában is visszaköszön.
Korábbi dobosuk, Ontronik Khachaturian egy koncert erejéig újra csatlakozott hozzájuk 1999-ben, hogy a lebetegedett Tankiant a The Troubadour klubban történő fellépésük során helyettesítse. A 2000. június 6-án megjelenő Nativity in Black II című Black Sabbath tribute albumon szerepelt az együttes "Snowblind" című száma a System of a Down előadásában.

### Toxicityés aSteal This Album!(2001–2003)

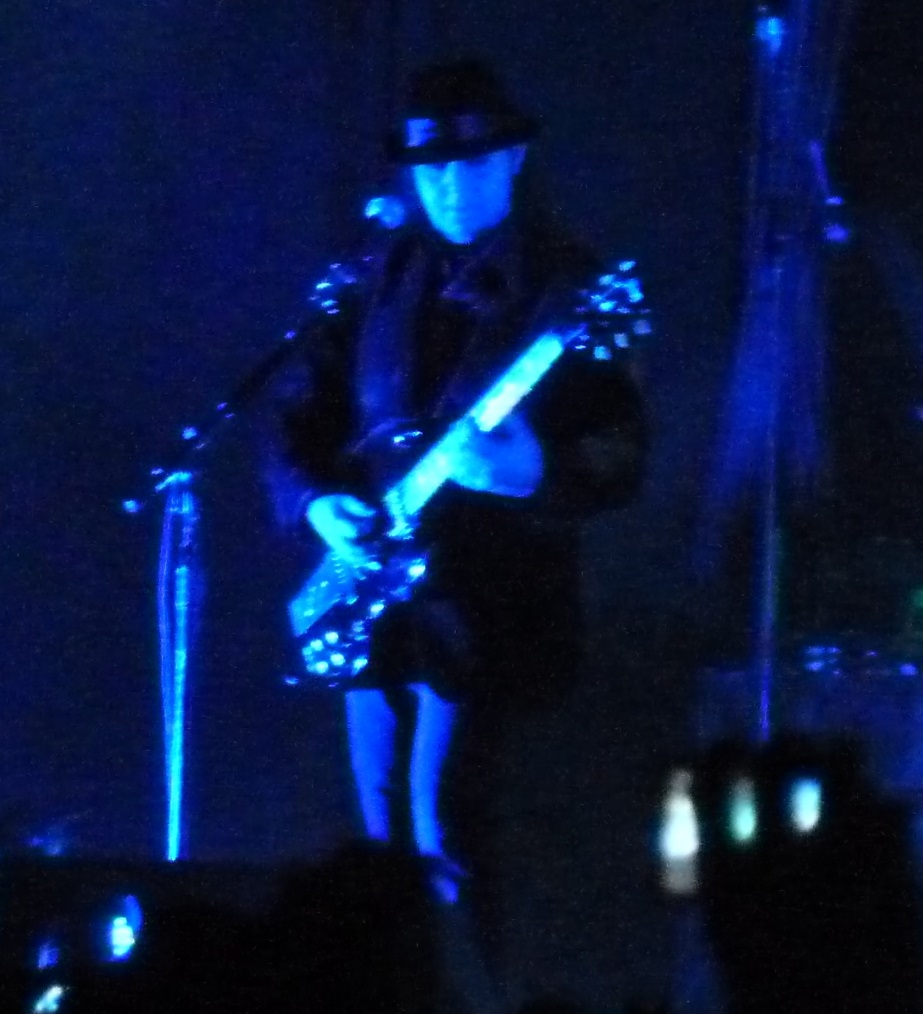
Daron Malakian gitáros 1993-ban találkozott Serj Tankiannal, egy évvel később zenekart alapítottak.

2001. szeptember 3-án a tervek szerint a második albumuk kiadása előtt egy ingyenes koncertet adtak volna Hollywoodban, ami egyfajta köszönetnyilvánítás lett volna a rajongóik felé. A helyszínnek egy parkolót választottak, ahol nagyjából 3500 fő fért volna el. Becslések szerint azonban 7-10 ezer rajongó jelent meg, így a rendőrség megtiltotta, hogy koncertet adjanak, nem sokkal azelőtt, hogy a színpadra léptek volna. Az összegyűlt tömeget viszont senki sem tájékoztatta, hogy a koncert elmarad. Az emberek több mint egy órán át várakoztak, majd amikor a biztonságiak egyike levette a "System of a Down" feliratú zászlót a színpadról, a rajongók teljesen megvadultak, megrohamozták az emelvényt, tönkretették az együttes nagyjából 30 ezer dollárt érő felszerelését, a rendőröket kövekkel dobálták, ablakokat törtek be és több mobil vécét is felborítottak. A lázongás hat órán át tartott és hat embert vettek őrizetbe. David Benveniste, az együttes menedzsere az eset után azt nyilatkozta, hogy az egész elkerülhető lett volna, ha hagyják fellépni a zenekart vagy legalább bejelenthették volna a tömegnek, hogy nem adhatnak koncertet. Másnap a System of a Down egy másik fellépését sem tarthatta meg, mert a hatóságok meg akarták előzni a hasonló rendbontást.
Az igazi áttörést a második album, a Toxicity hozta meg számukra, amely 2001. szeptember 4-én jelent meg és az amerikai, illetve kanadai eladási listák élén nyitott. Az album a 2001. szeptember 11-ei terrortámadások ellenére is listavezető maradt, bár a megváltozott politikai légkör miatt több kritikai érte ilyen szempontból az albumot. Többek között a népszerű kislemez, a "Chop Suey!" kapcsán is, amelyet számos rádióadó nem adott le, mert dalszövege politikai szempontból kényes elemeket tartalmazott. ("I don't think you trust in my self-righteous suicide.") Mindezek ellenére az MTV továbbra is gyakran sugározta a belőle készült videóklipet, magát a zeneszámot pedig Grammy-díjra jelölték. 2001 vége és 2002 között a "Toxicity" és az "Aerials" című számok gyakran voltak hallhatóak a rádióban, előbbit pedig 2006 májusában a VH1 a 40 legjobb metal szám elnevezésű összeállításában a 14. helyre rangsorolta.
2001-ben a Slipknot zenekarral indultak turnézni az Egyesült Államokban és Mexikóban. A Michigan állambeli Grand Rapids városában történt fellépésük után Odadjianra a biztonsági őrök a származása miatt tettek bántó megjegyzéseket és fizikailag bántalmazták, amiért később pert indított az őket foglalkoztató cég ellen. A koncertkörútjuk az incidens ellenére is sikeres volt és még ebben az évben a Pledge of Allegiance Tour keretein belül pedig a System of a Down, a Slipknot és a Rammstein számos fellépést vállalt.
2001 vége felé a Toxicity kiadatlan számai felkerültek az internetre, aminek a rajongók a Toxicity II nevet adták. Az együttes kiadott egy közleményt, mely szerint a kiszivárgott tartalmak csak félkész változatok voltak. A végleges dalok az együttes következő, harmadik stúdióalbumára kerültek fel, mely a Steal This Album! címet viselte és 2002 novemberében jelent meg. Külsőleg egy filctollal feliratozott, írott CD lemezhez hasonlított. Az albumból 50 ezer speciális példány is megjelent, melyek dizájnját az együttes más-más tagja készítette el. A neve utalás Abbie Hoffman Steal This Book (Lopd el ezt a könyvet) című munkájára utal, illetve egy üzenet azok számára, akik korábban a számokat feltöltötték az internetre. Az "Innervision" promóciós célból kislemezként is megjelent és számos alkalommal került adásba az egyes rádióadókon, az iraki háború ellen tiltakozó "Boom!" című dalhoz készült videóklipet pedig Michael Moore rendezte.

### MezmerizeésHypnotize(2004–2006)

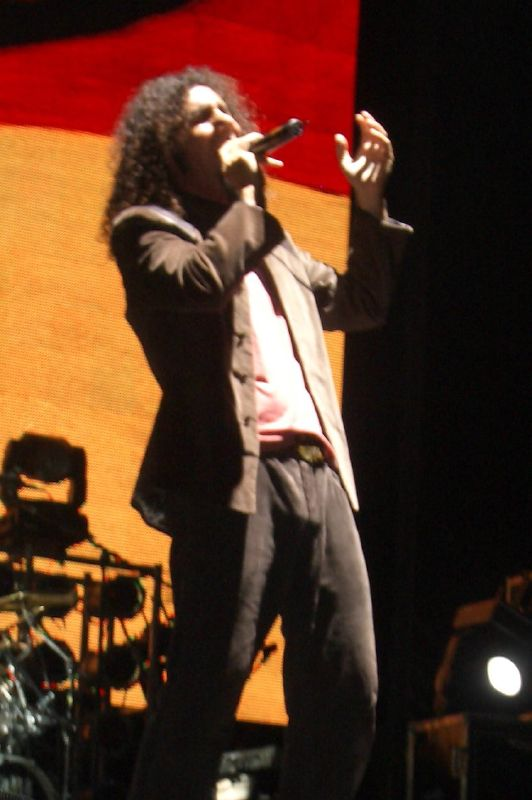
Serj Tankian hírnevet szerzett magának nagy hangterjedelmének és szokatlan énekstílusának köszönhetően.

2004 és 2005 között az együttes egy dupla lemez elkészítésével foglalkozott, a két album kiadása között fél év telt csak el, az album illusztrációit pedig Daron édesapja, Vartan Malakian tervezte. Az első, mely a Mezmerize címet viselte, 2005. május 17-én jelent meg és kedvező fogadtatásra talált. Többek között az Egyesült Államok, Kanada és Ausztrália eladási listáinak élén nyitott az album, az első héten világszerte 800 ezer példányt értékesítettek. Az amerikai hadsereg újoncozási politikáját kifogásoló " B.Y.O.B." című kislemezükkel a Billboard Modern Rock és Mainstream Rock kategóriáiban értek el előkelő helyezéseket, magát a számot pedig Grammy-díjra jelölték a Best Hard Rock Performance kategóriában, amit 2006 februárjában meg is nyert, olyan előadókat utasítva így maga mögé, mint a Nine Inch Nails vagy Robert Plant. Ezt követően a "Question!" című kislemezük jelent meg, melynek érdekessége, hogy a számhoz készült videóklip társrendezője Shavo Odadjian volt. A Mezmerize megjelenése után számos fellépést vállaltak szerte az Egyesült Államokban és Kanadában, a The Mars Volta és a Bad Acid Trip zenekarokkal.
A második felvonása, a Hypnotize 2005. november 22-én került a boltokba. Ahogy a Mezmerize, úgy a Hypnotize is az első helyet szerezte meg az Egyesült Államok eladási listáin, ezzel pedig ők is csatlakozhattak azon előadók sorába, akiknek egy éven belül megjelent mindkét stúdióalbumuk az élre került. A címadó Hypnotize című dal kislemezként is megjelent nem sokkal a stúdióalbum kiadása után, majd ezt a "Lonely Day" követte 2006 márciusában. Az album népszerűsítése érdekében további két szám, a "Kill Rock 'N Roll" and "Vicinity of Obscenity" folytatta a sort. A 2006-os Ozzfest alkalmával több fellépést is vállaltak, ezúttal már kiemelt szerepben.
Míg a korábbi System of a Down-albumok dalszövegeit főként Tankian írta és az egyes számokban is ő énekelt, addig a Mezmerize/Hypnotize albumokon Malakian is előtérbe került, több dalukban is ő énekelt, valamint sok szám zenéjét és dalszövegét is ő szerezte, Tankian pedig billentyűs hangszereken játszott, illetve háttérvokálként továbbra is énekelt. (Malakian korábban csak társszerző volt az elkészült dalszövegeknél és zenéknél Tankian mellett, a zeneszerzés folyamatába pedig néha Odadjian is bekapcsolódott.)
A Carla Garapedian rendezte 2006-os Screamers című filmben az együttes koncertfelvételei és interjúi is szerepelnek, amivel az örmény népirtásra, illetve annak elismerésére szerették volna a figyelmet felhívni. Egy interjúban például Tankian nagypapája is megjelenik, aki a népirtás egyik túlélője, valamint Tankian és Dolmayan is feltűnik, amint a képviselőház szóvivőjével, Dennis Hasterttel találkoznak azon kampányuk részeként, mellyel a céljuk az, hogy az Egyesült Államok hivatalosan is népirtásként könyvelje el a történteket. Egy másik felvétel szintén bekerült a filmbe, melyen Tankian és Dolmayan látható, amint a tüntetőkkel a washingtoni török nagykövetség előtt menetelnek.
2007-ben szintén Grammy-díjra jelölték őket a "Lonely Day" című számért, ám a kategória győztese végül a Wolfmother "Woman" című száma lett.
2006 májusában jelentette be az együttes, hogy határozatlan időre szünetet tartanak. Malakian szerint ez az állapot néhány évig fog fennállni, míg Odadjian a Guitar magazinnak adott interjújában minimum három évre becsülte a szünet hosszát, azt MTV-nek pedig az alábbit nyilatkozta: „Az együttes nem oszlott fel. Ha így volna, akkor az Ozzfesten sem lépnénk fel. Egy hosszabb pihenőre megyünk ez után a koncert után, mindenki intézi a saját ügyeit. A Systemen belül már több mint tíz éve zenélünk együtt és úgy gondolom, ez a kis szünet jót fog nekünk tenni.”
2006 májusában az Egyesült Királyságban megjelent Ben Myers könyve az együttesről, System Of A Down: Right Here In Hollywood címmel, majd 2007-ben az Egyesült Államokban a The Disinformation Company kiadásában, 2009-ben pedig Magyarországon jelent meg a könyv magyar fordítása a Cartaphilus kiadó jóvoltából, a System of a Down – Hollywood alulnézetben.

### Visszavonulás (2006–2010)
Malakian bejelentette, hogy megalakítja a végleges Scars on Broadway formációt, amihez Dolmayan is csatlakozott. Visszavonulásukat megelőző utolsó koncertjüket 2006. augusztus 13-án adták a floridai West Palm Beach városában. „A ma esti lesz az utolsó koncertünk és egy hosszabb szünetet tartunk. Vissza fogunk térni, csak még nem tudjuk pontosan, hogy mikor.”
Tankian elkészítette az Elect the Dead című debütáló szólóalbumát, a 2007 őszén megjelenő lemez a kritikusok és a rajongók tetszését is egyaránt elnyerte. Malakian és Dolmayan ebben az időben a Scars On Broadway első stúdióalbumán dolgozott, ami végül 2008. július 29-én jelent meg és az együttes nevét viselte. Dolmayan emellett létrehozta saját, Indicator nevű együttesét és útjára indította a Torpedo Comics online képregényboltot. Odadjian megalakítja az AcHoZeN nevet viselő hiphop formációt, melyhez RZA (Wu-Tang Clan) és Kinetic 9 is csatlakozott. Ezen felül a urSESSION nevű honlapján/kiadóvállalatán dolgozott és George Clinton háttérzenekarában is játszott.

### Visszatérés és turné (2011–)
2010. november 29-én végül megerősítették az interneten több hete keringő pletykákat, és hivatalosan is bejelentették visszatérésüket, amit számos európai koncerttel ünnepelnek meg. (Többek között az angliai Download Festival, a svájci Greenfield Festival, a németországi Rock am Ring/Rock im Park, a svéd Metaltown, az ausztriai Nova Rock és a finn Provinssirock fesztivál szerepelt a terveikben.) A weboldalukon megjelent nyilatkozatból azonban az együttes céljai nem váltak teljesen világossá. „Nincsenek komolyabb terveink – ezeket a fellépéseket egyszerűen csak azért vállaltuk be, mert újra együtt szeretnénk játszani, illetve a rajongóink miatt, akiket el akarunk kápráztatni.” 2011. március 1-jén bejelentették, hogy a turnét májusban illetve júniusban Észak-Amerika nyugati felén folytatják majd. A Reunion koncertsorozat 2011. május 10-én indult útjára a kanadai Edmonton városából.
2011. május 4-én Roberto Medina, a brazil Rock in Rio fesztivál szervezője bejelentette, hogy az utolsó napon a Guns N’ Roses mellett a System of a Down lesz a másik sztárfellépő. Az együttes első mexikói, illetve dél-amerikai turnéja szeptember 28-án kezdődött Mexikóvárosban és október 7-én végződött Santiago de Chile városában.
2011 októberében John Dolmayan válaszolt az új albumra vonatkozó kérdésekre: „Napról napra fogunk haladni vele. (…) Akkor fogjuk csak kiadni a kezeink közül, ha úgy érezzük, eljött az ideje, ezzel pedig azt szeretnénk elérni, hogy az album méltó legyen a múltbeli munkáinkhoz. Nem szeretnénk a babérjainkon ülni (…) inkább valami új, de jellegzetes albumot szeretnénk letenni az asztalra, amivel a mostani generációt meg tudjuk szólítani. Ők pedig elmondhassák, hogy ez az ő együttesük, a System of a Down.”
2012 februárjában és márciusában Ausztráliában játszottak a Soundwave Fesztivál kiemelt fellépőjeként, valamint adtak három önálló koncertet is.
A zenekar játszani fog augusztusban Kanadában két fesztiválon főfellépőként, valamint önálló koncerteken. Az előzenekar a Deftones lesz majd.

## Stílus

### Dalszövegek
A System of a Down szövegei gyakran nehezen érthetőek, olyan témákat feszegetnek, mint a droghasználat, politika és a közösülés.
A zenekar összes tagja örmény származású, ismertek az 1915-ös örmény népirtásról és a terrorizmus elleni háborúról alkotott véleményükről.

### Zene
Sokfajta stílus ötvözése és a kísérletezgetés nagy foka miatt nehéz meghatározni a System of a Down zenéjét, viszont ez a stíluskeverék végigkíséri őket karrierjük során, a következő műfajokba lehetne sorolni: alternatív metal, alternatív rock, art rock, avantgárd metal, experimentális rock, hard rock, heavy metal, new prog, nu metal, progresszív metal és a progresszív rock.
Malakian elmondta, „Nem tartozunk egy scene-hez sem.” és, hogy „Nem szeretem a nu metalos, dropped A hangolásos, 7 húros gitárhangzást; ez nem az én műfajom, legalábbis még nem.” Egy Mike Lancasterrel készített interjúban hozzátette: „Az emberek mindig késztetést éreznek, hogy kategóriába soroljanak minket, de egyszerűen nem illünk bele egy kategóriába sem.” Tankian szerint: „Ami az elrendezést meg mindent illet, [a zenénk] tulajdonképpen pop. Számomra a System of a Down nem egy progresszív zenekar. […] De nem is egy tipikus pop projekt, nyilvánvalóan. Határozottan figyelünk arra, hogy a zene ne olyan legyen, amilyet már hallottak.”
A zenekar sokféle hangszert kipróbált már, beleértve az elektromos mandolint, a bariton gitárt, az akusztikus gitárt, az údot, a szitárt és a tizenkét húros gitárt. Malakian elmondta, gyakran ír dalokat E♭hangolásban, amit később drop C-re változtat, hogy elő lehessen adni. Azt is elmondta: „Számomra a drop C hangolás ott van középen. Elég tiszta és ropogós hangzású – amúgy is a legtöbb riffes cuccunk a 2 legfelső húron van – de ez vastagabb és tökösebb is."

### Hatások és más előadókhoz való hasonlítás
A zenekar inspirálója a közel-keleti zene, Ozzy Osbourne, a Dead Kennedys, Frank Zappa, a Slayer és Van Halen. Egy kritikus azt állította, olyan a hangzásuk, mint ha „a Fugazi Rush-t játszana”, néha „Frank Zappa területét megközelítve”. Malakian elárulta: „Én a zene rajongója vagyok. Nem feltétlenül vagyok rajongója zenekaroknak.” Dolmayan kijelentette: „Nem hiszem, hogy a hangzás akárkiére is hasonlít. Úgy tekintek magunkra, mint System of a Down." Odadjian elmondta: „Hasonlíthatsz minket akárkihez, akihez akarsz. Nem érdekel. A hasonlítgatások és a címkék nincsenek hatással erre a zenekarra. Ami tény, az tény: Mi mi vagyunk, ők ők."

## Díjak és jelölések
A System of a Down együttest négy alkalommal kapott nevezést Grammy-díj-ra, amiből egyet sikerült díjra váltani 2006-ban, a Best Hard Rock Performance kategóriában a B.Y.O.B. című dalnak köszönhetően. Továbbá számos alkalommal kaptak jelöléseket a Kerrang! vagy az MTV díjátadóinak különböző kategóriáiban.
Grammy Díjátadó
| Év   | A jelölt szerzemény | Díj                         | Eredmény |
| ---- | ------------------- | --------------------------- | -------- |
| 2002 | ”Chop Suey!”        | A legjobb metal előadás     | Jelölve  |
| 2003 | ”Aerials”           | A legjobb hard rock előadás | Jelölve  |
| 2006 | ”B.Y.O.B.”          | A legjobb hard rock előadás | Elnyerte |
| 2007 | ”Lonely Day”        | A legjobb hard rock előadás | Jelölve  |

2005-ben a Europe Music Awards díjátadón a Best Alternative Act kategóriában győzedelmeskedett az együttes. 2006-ban a "Question!" című számukért az "MTV Good Woodie Award" díját nyerték el, míg a VH1 legjobb metal számokról készült összeállításában a "Toxicity" című daluk a 14. helyezést érte el a 40-ből.
Főbb
- 2005-ben a System of a Down megnyerte a Legjobb alternatív zenekarnak járó díjat a Europe Music Awardson
- 2006-ban a System of a Down megnyerte az „MTV Good Woodie” díjat a Question! című dalukért
- 2006-ban a System of a Down Toxicity c. dala a 14. helyet szerezte meg a VH1 csatorna „Top 40 metaldal” listáján

## Tagok
Alkalmi közreműködők
- Arto Tunçboyacıyan – ütőhangszerek, dalszerzés (Toxicity album: "Science", "Arto". Steal This Album!: "Bubbles" illetve néhány koncert erejéig 2005-ben.)[50]
- Harry Perry – ritmusgitár (Ozzfest 2006)

## Diszkográfia
- System of a Down (1998)
- Toxicity (2001)
- Steal This Album! (2002)
- Mezmerize (2005)
- Hypnotize (2005)

## Külső hivatkozások
- Hivatalos weboldal
- System of a Down.lap.hu